# 부경버스
부경버스(釜慶―)는 부산광역시 사상구의 마을버스 회사이다. 방계회사인 태영버스와 함께 태영운송그룹 산하의 부산광역시 자회사이고, 본사는 부산광역시 사상구 백양대로 480 (주례동)에 있다.

## 주요 연혁
- 1996년 6월 22일: 부산광역시 남구 감만동 85-10번지에서 부경마을버스(釜慶―)라는 상호로 회사 설립
- 2008년 7월 1일: 부경마을버스에서 현재의 사명으로 변경되었고, 동시에 본사를 현위치로 이전하였다.

## 운행 노선
- ● 사상구 6번[1] : 주례동 ↔ 개금역 ↔ 당감시장 ↔ 부산진구청 ↔ 서면역 ↔ 부산은행.전포역 ↔ 부산마케팅고등학교 ↔ 경성대학교 ↔ 도로교통공단

## 미운행 노선
- ● 중구 1번: 동대신동 ↔ 충무동육교 (2016년? 중구버스로 양도)
- ● 남구 10번 : 부경대용당캠퍼스 ↔ 부산문화회관 ↔ 부경대대연캠퍼스 ↔ 전포고개 ↔ 롯데호텔 부산(서면역,서면1번가)

## 주력 차종
전 차량이 자일대우버스와 비야디 자동차와 하이거 버스와 현대버스 차종으로 운행한다. (자일대우 레스타, 자일대우 NEW BS090, BYD eBus-9, 하이거 하이퍼스 1609, 현대 그린시티)